# Malsburg-Marzell
Malsburg-Marzell é um município da Alemanha, no distrito de Lörrach, na região administrativa de Freiburg, estado de Baden-Württemberg.